# لوبياء بحرية
لوبياء بحرية (الاسم العلمي:Vigna marina) (بالإنجليزية: beach pea)‏ هي نوع من النباتات يتبع جنس اللوبياء من الفصيلة البقولية.